# Władysław Śmietanko
Władysław Ryszard Śmietanko pseud.: Cypr, Równy (ur. 4 marca 1920 w Konopkach, zm. 29 lipca 1999 w Londynie) – żołnierz Wojska Polskiego II RP, Armii Andersa i Polskich Sił Zbrojnych na Zachodzie, oficer Armii Krajowej, podporucznik łączności, więzień sowieckich łagrów, uczestnik Powstania Warszawskiego, cichociemny. Znajomość języków: niemiecki, rosyjski. Zwykły Znak Spadochronowy nr 3214, Bojowy Znak Spadochronowy nr 1558.

## Życiorys
Władysław Śmietanko był synem Władysława i Marii z domu Kąckiej.  Uczył się w Liceum Handlowym w Międzyrzecu Podlaskim, w1939 ukończył 4. klasę. Od 1933 do wybuchu wojny działał w harcerstwie oraz w Przysposobieniu Wojskowym.
W kampanii wrześniowej 1939 nie zmobilizowany ze względu na zbyt młody wiek. 4 marca 1940 aresztowany przez sowietów, zesłany w głąb ZSRR. Wg. danych Ośrodka „Karta” (obecnie w dyspozycji IPN) więziony w Białoruskiej SRR. Po układzie Sikorski-Majski 29 października 1941 zwolniony, wstąpił do Armii Andersa, od 27 lutego 1942 przydzielony do 9 Batalionu Saperów 9 Dywizji Piechoty. Ewakuowany wraz armią do Iranu. 
Zgłosił się do służby w Kraju. Przerzucony z Iranu przez Irak, Palestynę, Południową Afrykę, dotarł 29 marca 1943 do  Wielkiej Brytanii od 1 maja 1943 przydzielony do Sekcji Dyspozycyjnej Sztabu Naczelnego Wodza. Przeszkolony ze specjalnością w radiotelegrafii na kursach specjalnych dla kandydatów na cichociemnych, m.in.  łączności (Ośrodek Wyszkoleniowy Sekcji Dyspozycyjnej Oddziału VI Sztabu Naczelnego Wodza, Polmont), spadochronowym,  walki konspiracyjnej, odprawowym (STS 43, Audley End), i in.  Mianowany podchorążym 7 listopada 1943, awansowany na stopień starszego strzelca podchorążego 1 stycznia 1944. Zaprzysiężony na rotę ZWZ/AK 19 stycznia 1944 w Chicheley przez szefa Oddziału VI (Specjalnego) Sztabu Naczelnego Wodza. Przerzucony na stację wyczekiwania Głównej Bazy Przerzutowej w Latiano nieopodal Brindisi we Włoszech. Awansowany na stopień podporucznika ze starszeństwem od 31 lipca 1944.
Skoczył ze spadochronem do okupowanej Polski w nocy  30/31 lipca 1944 w sezonie operacyjnym „Riposta”, w operacji lotniczej„Jacek 1” dowodzonej przez kpt. naw. Stanisława Daniela, z samolotu Liberator KG-890 „S” (1586 Eskadra PAF) a placówkę odbiorczą „Solnica” 110 (kryptonim polski, brytyjskie oznaczenie numerowe pinpoints), w okolicach miejscowości Osowiec, 7 km na południe od Grodziska Mazowieckiego. Razem z nim skoczyli: ppłk. Jacek Bętkowski ps. Topór 2, kpt. Franciszek Malik ps. Piorun 2, por. Stanisław Ossowski ps. Jastrzębiec 2, por. Julian Piotrowski ps. Rewera 2, kpt. Zbigniew Specylak ps. Tur 2.
Po skoku dotarł do Warszawy w dniu wybuchu Powstania Warszawskiego. Wałczył jako radiotelegrafista radiostacji „Wanda 02" Komendy Obszaru Warszawskiego AK, pracując w budynkach przy ul. Wilczej 27 oraz Noakowskiego 20.  Po kapitulacji Powstania w niewoli niemieckiej, osadzony w obozie Sandbostel. Uwolniony 10 kwietnia 1945.
19 lipca 1945 dotarł do Wielkiej Brytanii, zameldował się w Oddziale VI (Specjalnym) Sztabu Naczelnego Wodza. Pozostał na emigracji, prawdopodobnie w 1947 zdemobilizowany z Polskiego Korpusu Przysposobienia i Rozmieszczenia. Dalsze losy nieznane.

## Awanse
- podchorąży – 7 listopada 1943
- starszy strzelec podchorąży – 1 stycznia 1944
- podporucznik – 31 lipca 1944

## Odznaczenia
- Krzyż Srebrny Orderu Virtuti Militari
- Brązowy Krzyż Zasługi z Mieczami